# Campeonato Europeo de Patinaje de Velocidad sobre Hielo de 2016
El CX Campeonato Europeo de Patinaje de Velocidad sobre Hielo se celebró en Minsk (Bielorrusia) del 9 al 10 de enero de 2016 bajo la organización de la Unión Internacional de Patinaje sobre Hielo (ISU) y la Federación Bielorrusa de Patinaje sobre Hielo.
Las competiciones se realizaron en el Minsk Arena de la capital bielorrusa.

## Resultados

### Masculino
| Evento                      | Oro                                       | Plata                                    | Bronce                                        |
| --------------------------- | ----------------------------------------- | ---------------------------------------- | --------------------------------------------- |
| 500 m (09.01)               | Denis Yuskov · Rusia · 36,23 s            | Zbigniew Bródka · Polonia · 36,46 s      | Konrád Nagy · Hungría · 36,48 s               |
| 1500 m (10.01)              | Denis Yuskov · Rusia · 1:45,18            | Bart Swings · Bélgica · 1:46,41          | Jan Szymański · Polonia · 1:47,48             |
| 5000 m (09.01)              | Sven Kramer · Países Bajos · 6:19,17      | Jan Blokhuijsen · Países Bajos · 6:22,36 | Bart Swings · Bélgica · 6:24,91               |
| 10 000 m (10.01)            | Sven Kramer · Países Bajos · 13:11,98     | Bart Swings · Bélgica · 13:15,47         | Jan Blokhuijsen · Países Bajos · 13:22,14     |
| Clasificación total (10.01) | Sven Kramer · Países Bajos · 150,102 pts. | Bart Swings · Bélgica · 150,464 pts.     | Jan Blokhuijsen · Países Bajos · 151,176 pts. |

### Femenino
| Evento                      | Oro                                                | Plata                                       | Bronce                                           |
| --------------------------- | -------------------------------------------------- | ------------------------------------------- | ------------------------------------------------ |
| 500 m (09.01)               | Ida Njåtun · Noruega · 39,74 s                     | Antoinette de Jong · Países Bajos · 39,76 s | Ireen Wüst · Países Bajos · 39,90 s              |
| 1500 m (10.01)              | Martina Sáblíková · República Checa · 1:57,00      | Ireen Wüst · Países Bajos · 1:57,01         | Ida Njåtun · Noruega · 1:58,51                   |
| 3000 m (09.01)              | Martina Sáblíková · República Checa · 4:03,79      | Marije Joling · Países Bajos · 4:07,14      | Ireen Wüst · Países Bajos · 4:07,32              |
| 5000 m (10.01)              | Martina Sáblíková · República Checa · 6:58,44      | Marije Joling · Países Bajos · 7:10,10      | Natalia Voronina · Rusia · 7:10,19               |
| Clasificación total (10.01) | Martina Sáblíková · República Checa · 161,455 pts. | Ireen Wüst · Países Bajos · 163,188 pts.    | Antoinette de Jong · Países Bajos · 164,043 pts. |

## Medallero
- Solo se otorgan medallas en la clasificación general.

| Núm. | País            | Oro | Plata | Bronce | Total |
| ---- | --------------- | --- | ----- | ------ | ----- |
| 1    | Países Bajos    | 1   | 1     | 2      | 4     |
| 2    | República Checa | 1   | 0     | 0      | 1     |
| 3    | Bélgica         | 0   | 1     | 0      | 1     |
|      | TOTAL           | 2   | 2     | 2      | 6     |